# Drobna plamistość liści drzew pestkowych

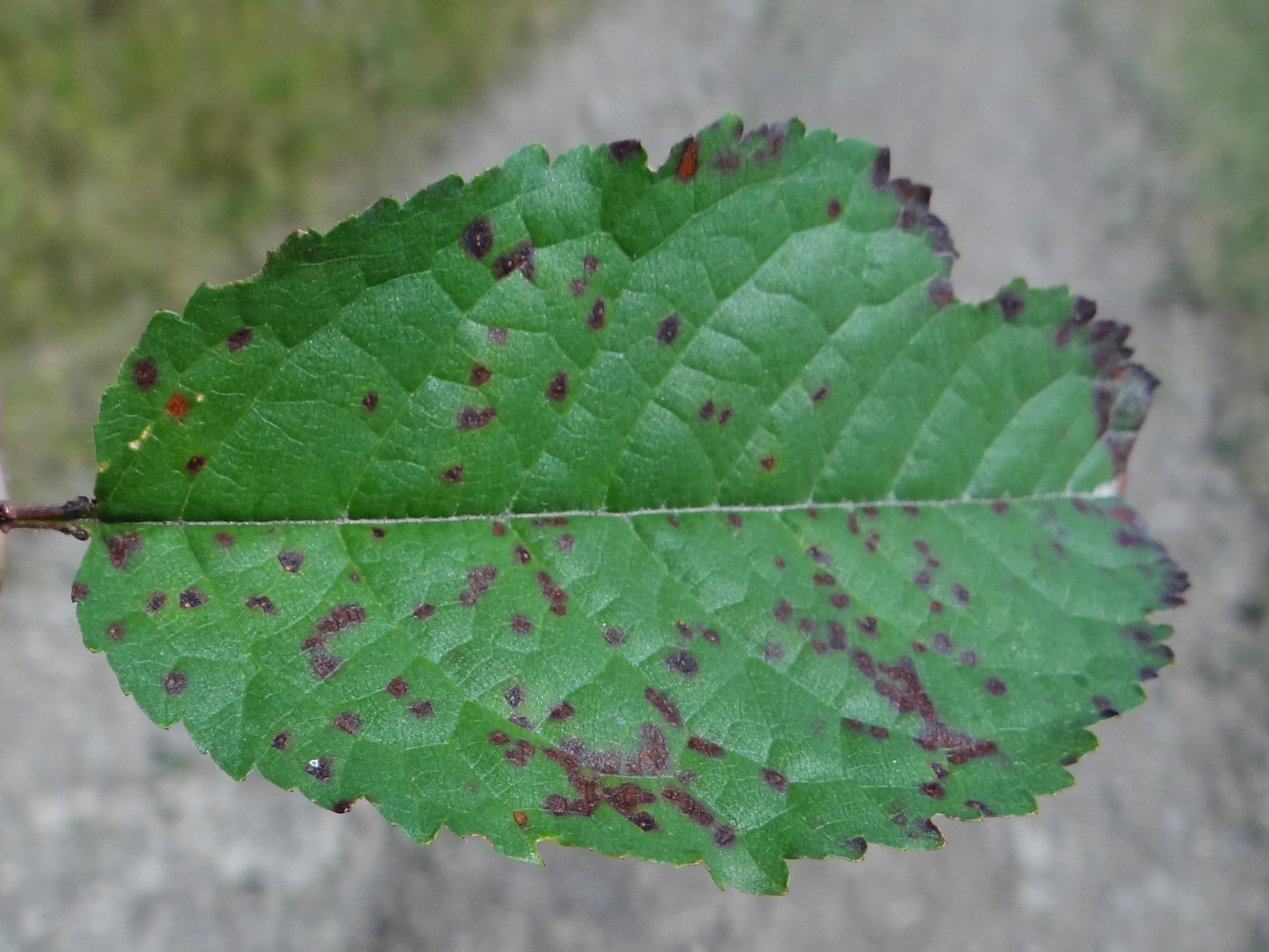

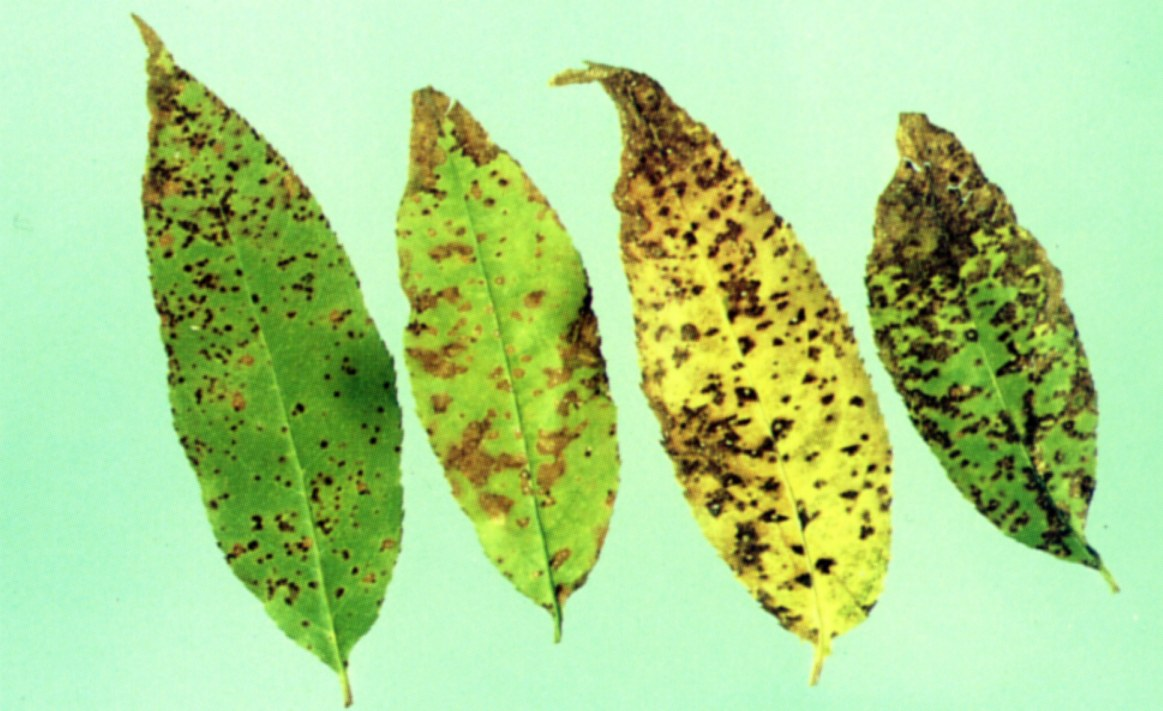

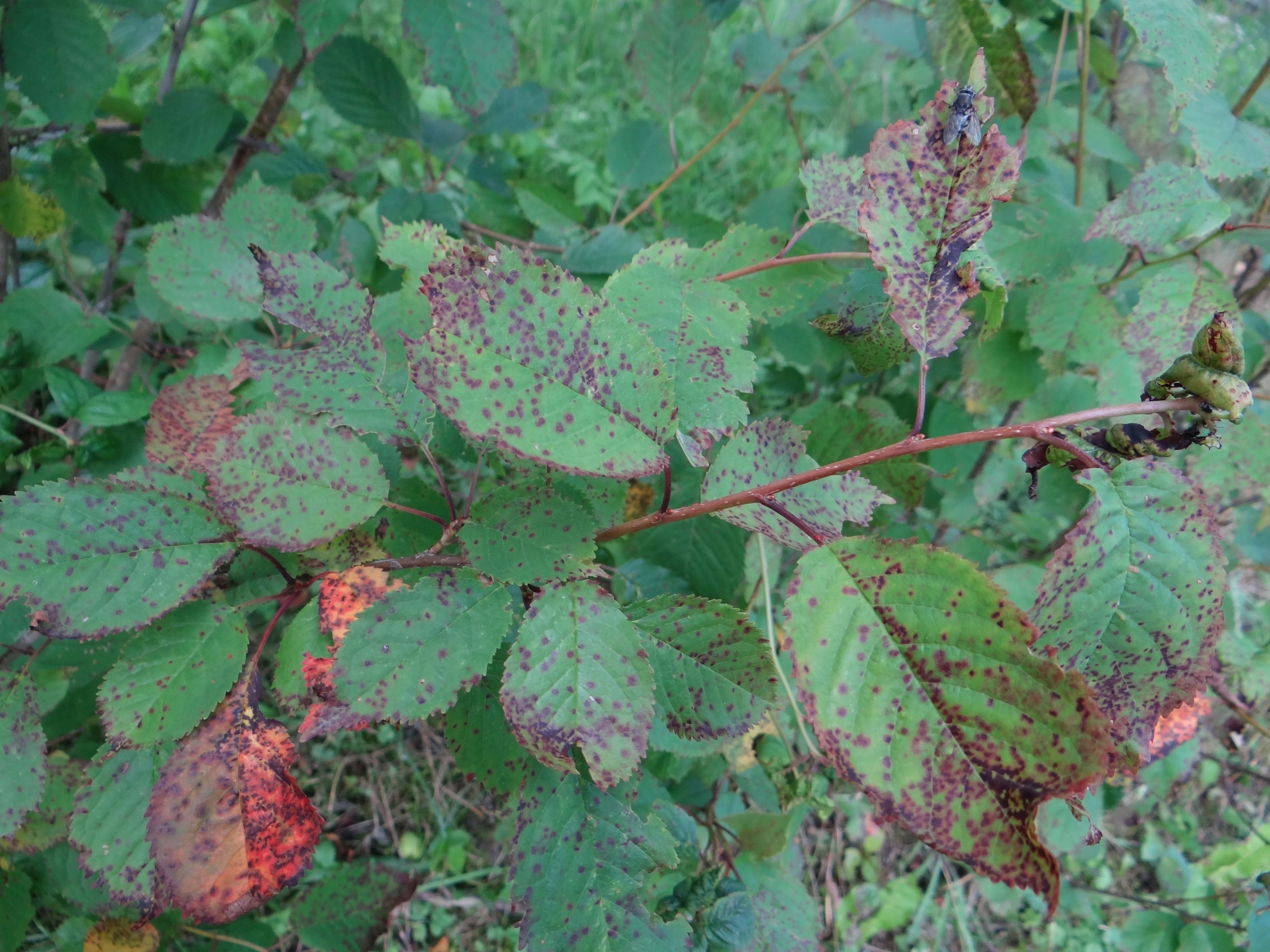

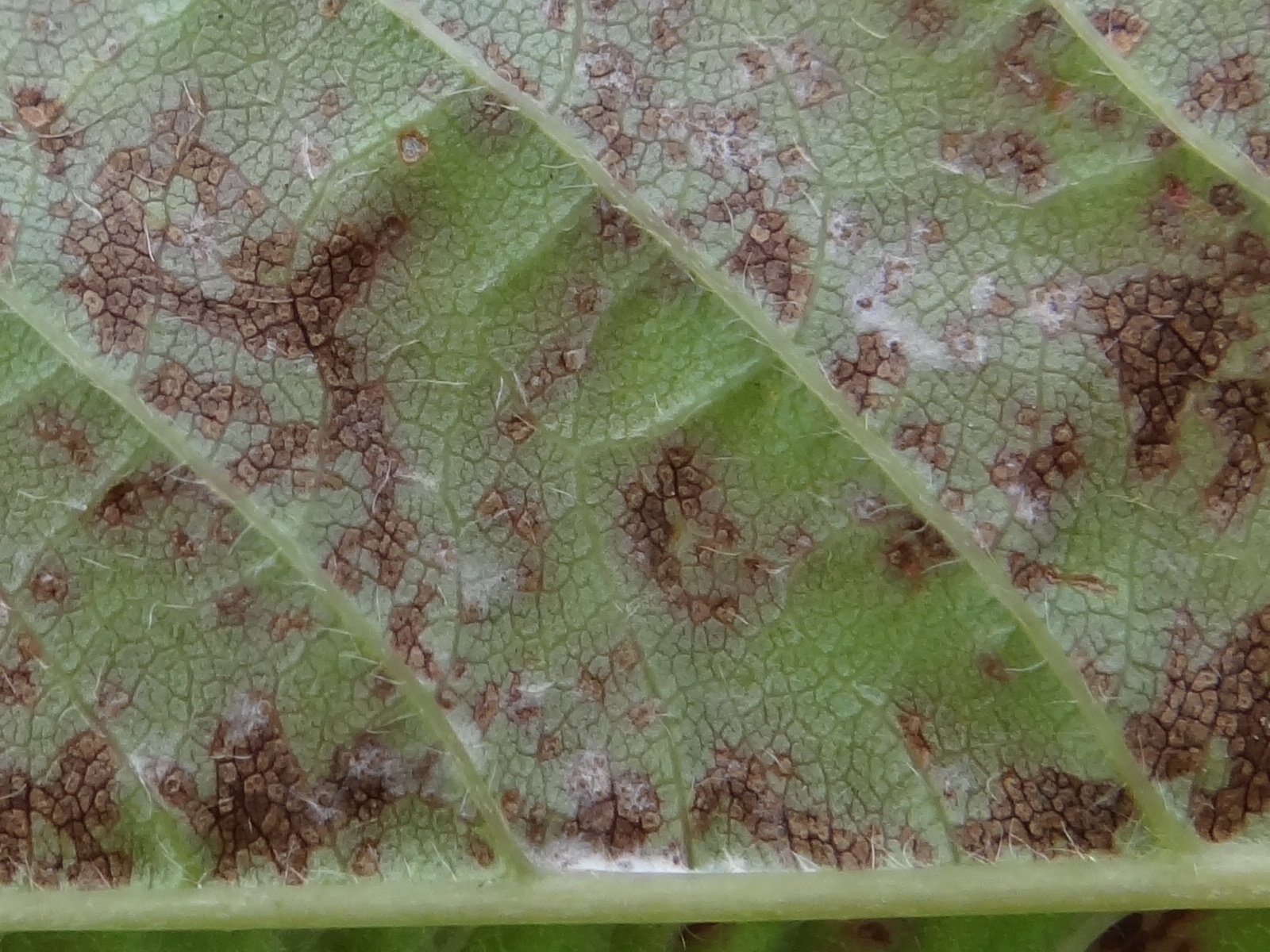

Drobna plamistość liści drzew pestkowych – grzybowa choroba drzew pestkowych wywołana przez Blumeriella jaapii.

## Występowanie i szkodliwość
Choroba atakuje wiśnie i czereśnie. Jest rozprzestrzeniona we wszystkich rejonach świata, w których uprawia się te rośliny. Na innych drzewach pestkowych występuje bardzo rzadko i w sadownictwie jest praktycznie bez znaczenia. Szczególnie groźna jest dla wiśni – jest uważana za najgroźniejszą ich chorobę. Do połowy lat 50. XX wieku występowały w Polsce epidemie tej choroby.
W różnych latach choroba występuje w różnym nasileniu, zależnie od pogody. U wiśni powoduje utratę liści i związany z tym spadek plonu. Przy dużym nasileniu już w pierwszej połowie lata następuje przedwczesny opad liści. Skutkiem tego jest osłabienie roślin, większa ich podatność na uszkodzenia mrozowe roślin i słaby plon w następnym roku. W szkółkach choroba powoduje osłabienie podkładek, wskutek czego słabo rosną i nie przyjmują okulizacji. Szczególnie na atak tej choroby podatne są podkładki czereśni ptasiej.

## Objawy
Pierwsze objawy choroby pojawiają się na przełomie maja i czerwca na najstarszych liściach. Są to drobne, słabo widoczne przebarwienia na dolnej stronie ich blaszek. Później na górnej stronie blaszek pojawiają się brunatnoczerwone plamki o średnicy 1–2 mm. Na przełomie czerwca i lipca gwałtownie rośnie liczba tych plamek – to wynik infekcji wtórnych. Plamki te najgęściej występują na obrzeżu liścia. Pod plamkami na dolnej stronie liścia pojawiają się białoszarawe wypukłości. Są to skupiska acerwulusów. Silnie porażone liście żółkną i opadają z drzew.

## Epidemiologia
W okresie wegetacyjnym na wiśniach i czereśniach pasożytuje bezpłciowa forma (anamorfa), znana pod nazwą Phloeosporella padi. W acerwulusach na dolnej stronie liści wytwarza zarodniki konidialne, które przenoszone przez krople deszczu i wiatr rozprzestrzeniają chorobę dokonując infekcji wtórnej. Zarodniki przyklejają się do liści, przy sprzyjającej pogodzie (czyli deszczowej) kiełkują, i już po 5 dniach od infekcji pojawiają się objawy chorobowe. Przy długotrwałych opadach może nastąpić epidemia choroby.
Na opadłych liściach rozwija się i zimuje płciowa postać patogenu, zwana teleomorfą. Na dolnej stronie liści tworzą się skupiska bardzo drobnych apotecjów o kształcie czarek. Powstające w nich płciowo askospory dokonują na przełomie kwietnia i maja infekcji pierwotnej. Askospory wydostają się podczas deszczowej pogody i przenoszone są przez wiatr.
Grzybnia patogenu na opadłych liściach oprócz apotecjów tworzy także podkładki, które również zimują na liściach. Wiosną wytwarzają zarodniki konidialne, które także dokonują infekcji.

## Ochrona
W uprawach przydomowych można ograniczyć rozwój choroby przez wygrabywanie i palenie opadłych liści, a w sadach przez polewanie ich 5% roztworem mocznika. W sadach i w szkółkach konieczna jest jednak ochrona chemiczna, czyli opryskiwanie drzew fungicydami. Pierwszy zabieg wykonuje się zaraz po kwitnieniu, następnie dwa lub trzy zabiegi w odstępach dwutygodniowych. Przy długotrwałej deszczowej pogodzie należy wykonać opryskiwanie także po zbiorze owoców. W szkółkach wiśni i czereśni wykonuje się 5- 6 opryskiwań. Do opryskiwań stosuje się fungicydy dodynowe, jeśli lokalne szczepy patogenu wykazują na nie odporność, stosuje się fungicydy triazolowe, irymidynowe, chinonowe, benzimidazilowe lub Kaptan.